# Kevin Hervey
Kevin Hervey (ur. 9 lipca 1996 w Dallas) – amerykański koszykarz, występujący na pozycji silnego skrzydłowego, aktualnie zawodnik Lokomotiwu Kubań.
20 września 2020 dołączył do rosyjskiego Lokomotiwu Kubań.

## Osiągnięcia
Stan na 24 września 2020, na podstawie, o ile nie zaznaczono inaczej.
NCAA
- Mistrz sezonu regularnego konferencji Sun Belt (2017)
- Koszykarz roku konferencji Sun Belt (2017)
- Zaliczony do:
  - I składu:
    - Sun Belt (2017, 2018)
    - turnieju Barclays Center Classic (2018)

  - składu honorable mention All-American (2017 przez Associated Press)
- Zawodnik tygodnia Sun Belt (6.12.2016, 21.02.2017, 5.12.2017)